# سوینگمن
سوینگمن بازیکنی است که می‌تواند در پست‌های مختلف در رشته مربوط به خود بازی کند.

## بسکتبال

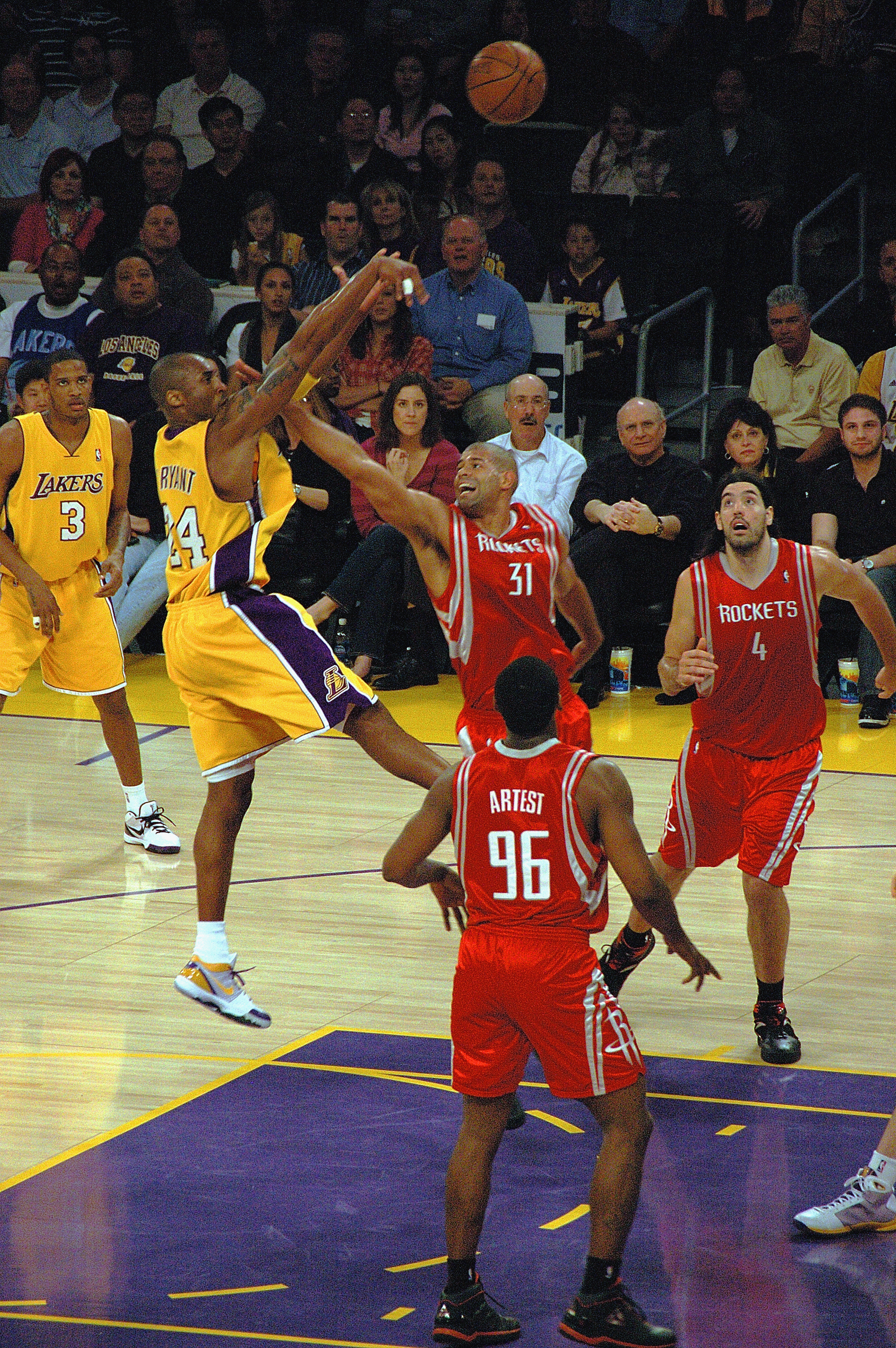
فیداِوِی کوبی برایانت یکی از بهترین سوینگمن‌های بازنشسته روی دست شین باتیر در سال ۲۰۰۹

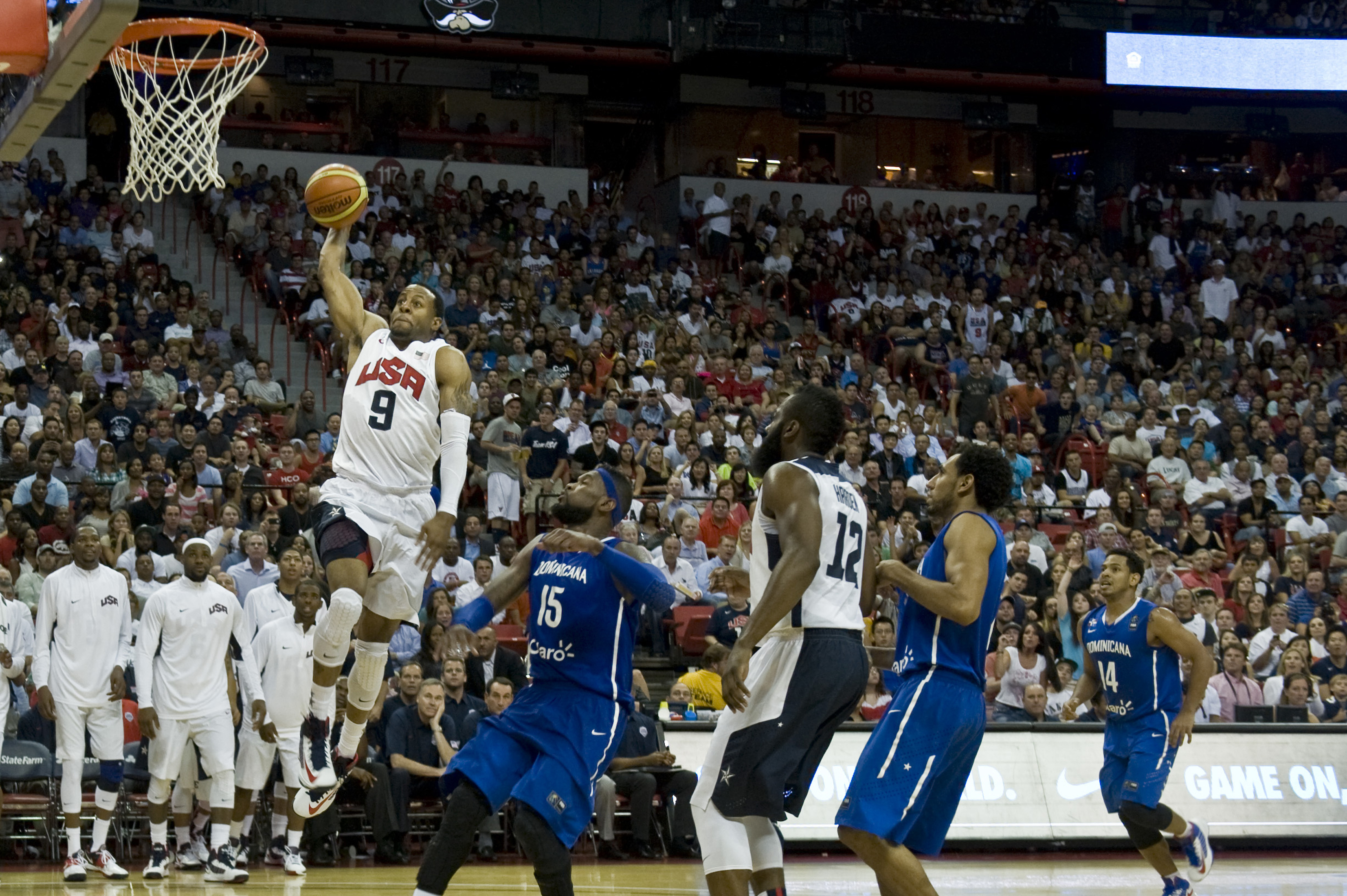
دانک آندره ایگودالا از سوینگمن‌های حاضر (ایالات متحده آمریکا - جمهوری دومینیکن)

در بسکتبال، سوینگمن به بازیکنی که می‌تواند در پست‌های شوتینگ گارد و اسمال فوروارد بازی کند یا در طی بازی در این دو پست جابجا می‌شود خطاب می‌شود. حدود قدّی سوینگمن‌ها بین ۶فوت و ۵اینچ (۱٫۹۶متر) تا ۶فوت و ۹اینچ (۲٫۰۶متر) است. از سوینگمن‌های حال حاضر می‌توان از جیمی باتلر، اندرو ویگینز، وینس کارتر، آندره ایگودالا، پال جرج، دنی گرین، کایل کرور، جاستیس وینزلو، مایک میلر، نیکولاس باتوم، ترنس روز، جو جانسون، نیک یان، تایرک ایوانز، لنس استفنسون، اوان ترنر، جیانیس آنتتوکومپو، جی ار اسمیت، سی جی مایلز، آرون آفلالو، کوری برور نام برد. از سوینگمن‌های بازنشسته هم می‌توان از کوبی برایانت، کلاید درکسلر، جرج گروین و تریسی مک‌گریدی نام برد.

## هاکی روی یخ
در هاکی روی یخ، سوینگمن بازیکنی است که می‌تواند در هر دو پست مهاجم و مدافع بازی کند؛ برای مثال برنت بورنز از تیم سن هوزه شارکس و داستین بوفلین از تیم وینیپگ جتس از بازیکن‌های سوینگمن هستند.

## بیس بال
در بیس بال، سوینگمن پرتاب‌کنندهٔ توپی است که می‌تواند به عنوان «شروع‌کننده» یا «رلیور» بازی کند.

## فوتبال استرالیایی
این واژه در فوتبال استرالیایی هم نیز به کار می‌رود، معمولاً بازیکنی با این واژه توصیف می‌شود که توانایی بازی در حمله و دفاع را دارد؛ بازیکنان این پست، مثل کلیدهای این بازی هستند. برای مثال می‌توان از رایان اسکونمیکرز، بن رید، جارید روهد و هری تیلور نام برد.